# Karlheinz Rudolph
Karlheinz Rudolph (* 6. September 1923 in Neustadt an der Haardt; † 21. November 1994 in Mainz) war ein deutscher Fernsehjournalist.

## Leben
Rudolph wurde als Sohn eines Kaufmanns geboren und nahm nach seiner Schulausbildung als Soldat der deutschen Wehrmacht am Zweiten Weltkrieg teil. Nach seiner Heimkehr aus der sowjetischen Kriegsgefangenschaft besuchte er die Deutsche Journalistenschule in Aachen.
1950 wurde er Reporter beim Südwestfunk in Baden-Baden. 1962 wechselte er zum ZDF nach Mainz, hier gehörte er zu den Männern der ersten Stunde.
Zunächst war er Redakteur bei der ZDF-Nachrichtensendung heute, dann arbeitete er in der Hauptabteilung Kultur. 1964 hob er das Vorabendmagazin Die Drehscheibe mit aus der Taufe und wurde auch dessen erster Redaktionsleiter. 
1966 wurde Karlheinz Rudolph dann Leiter der „Innenpolitischen Redaktion“, später dann Chefreporter und wurde dann im November 1971 Chef der Hauptredaktion „Aktuelles“ beim ZDF.
Dem Publikum wurde er vor allem durch die Präsentation der Nachrichtensendungen heute (1971–1977) und dem neugegründeten heute-journal (1978–1983), das er selber mitentwickelt hatte, bekannt. Auch der ab 1981 ausgestrahlte ZDF-Jahresrückblick Album – Bilder eines Jahres ging auf Rudolph zurück.  
Karlheinz Rudolph wurde 1984 stellvertretender Chefredakteur des ZDF. 1987 wurde er in den Ruhestand verabschiedet.

## Ehrungen
- 1980: Verdienstkreuz am Bande der Bundesrepublik Deutschland
- 1986: Verdienstkreuz 1. Klasse der Bundesrepublik Deutschland